# Бенуса
Бенуса (ісп. Benuza) — муніципалітет в Іспанії, у складі автономної спільноти Кастилія-і-Леон, у провінції Леон. Населення — 601 особа (2010).
Муніципалітет розташований на відстані близько 330 км на північний захід від Мадрида, 95 км на захід від Леона.
На території муніципалітету розташовані такі населені пункти: (дані про населення за 2010 рік)
- Бенуса: 50 осіб
- Ломба: 75 осіб
- Льямас-де-Кабрера: 44 особи
- Помбрієго: 88 осіб
- Санталавілья: 20 осіб
- Сігея: 83 особи
- Сільван: 159 осіб
- Сотільйо-де-Кабрера: 44 особи
- Єбра: 38 осіб

## Демографія
Динаміка населення (INE ):